# Dacnis
Dacnis és un gènere d'ocells de la família dels tràupids (Thraupidae).

## Taxonomia
Segons la Classificació del Congrés Ornitològic Internacional (versió 14.2, 2024) aquest gènere està format per 10 espècies:
- Dacnis pit-roja (Dacnis berlepschi Hartert, EJO, 1900)
- Dacnis cuixa-roja (Dacnis venusta Lawrence, 1862)
- Dacnis blava (Dacnis cayana Linnaeus, 1766)
- Dacnis ventregroga (Dacnis flaviventer d'Orbigny & Lafresnaye, 1837)
- Dacnis turquesa (Dacnis hartlaubi Sclater, PL, 1855)
- Dacnis de coroneta blava (Dacnis lineata Gmelin, JL, 1789)
- Dacnis d'espatlles grogues (Dacnis egregia Sclater, PL, 1855)
- Dacnis verdosa (Dacnis viguieri Oustalet, 1883)
- Dacnis camanegra (Dacnis nigripes Pelzeln, 1856)
- Dacnis ventreblanca (Dacnis albiventris Sclater, PL, 1852)